# 報恩寺 (台東区)
報恩寺（ほうおんじ）は、東京都台東区東上野にある真宗大谷派の寺院。「坂東報恩寺」と通称される。山号は「高龍山」、院号は「謝徳院」と号する。開基は親鸞の門弟の性信。性信と報恩寺は二十四輩の第一番である。

## 寺歴
元は下総国横曾根にあった真言宗の荒れ寺「大楽寺」を性信が念仏道場として再興したのが創まりである。
慶長5年に兵火によって焼失し、寺基を江戸に移す。はじめは外桜田に移し、寛永20年（1643年）に八丁堀へ移転する。明暦3年（1657年）1月18日の明暦の大火により、浅草本願寺東門内の広沢新田に移転する。文化3年（1806年）3月4日の文化の大火により、浅草本願寺とともに焼失する。文化7年（1810年）、上野に寺基を定め現在に至る。
横曾根の跡地は文化3年（1806年）に本堂が再建され、はじめは「聞光寺」と号し、後に坂東報恩寺支坊になり「下総報恩寺」と通称される。

## 坂東本
「坂東本」とは、坂東報恩寺が伝持してきた『顕浄土真実教行証文類』の通称。坂東本が現存する唯一の真蹟本であり、国宝の指定を受けている。「坂東本」は真宗大谷派に寄贈され、京都国立博物館に預託されている。「坂東本」という通称は坂東報恩寺が所蔵してきたことにちなむ。

## 交通アクセス
- 銀座線稲荷町駅より徒歩約5分（経路案内）。